# Liste des as hongrois de la Seconde Guerre mondiale
Liste des pilotes de chasse hongrois de l'Armée de l'air hongroise ayant obtenu plus de 5 victoires aériennes en combattant aux côtés de la Luftwaffe durant la Seconde Guerre mondiale.

## Liste des as
| Nom                | Palmarès |
| ------------------ | -------- |
| Dezso Szentgyörgyi | 34       |
| György Debrody     | 28       |
| Laszlo Molnar      | 25       |
| Lajos Toth         | 24       |
| Miklos Kenyeres    | 18       |
| Istvan Fabian      | 15,5     |
| Laszlo Pottyondy   | 13       |
| Ferenc Malnassy    | 13       |
| Aladar Heppes      | 12       |
| Kalman Nanasi      | 12       |
| Istvan Kalman      | 12       |
| Jozsef Malik       | 11       |
| Laszlo Daniel      | 11,75    |
| Lajos Budai        | 9        |
| Pal Iranyi         | 8        |
| Endre Nemet        | 8        |
| Kalman Szeverenyi  | 7        |
| György Michna      | 7        |
| György Banlaky     | 7        |
| Laszlo Pal Szikora | 7        |
| Imre Pancel        | 6        |
| Jozsef Bejczy      | 6        |
| Matyas Lorincz     | 6        |
| Tibor Papp         | 6        |
| Janos Matyas       | 5        |
| Ervin Floznik      | 5        |
| Bela Füleky        | 5        |
| Pal Forro          | 5        |
| Tibor Tobak        | 5        |
| Sandor Hautzinger  | 5        |
| Mihaly Karatsonyi  | 5        |
| Pál Kovács         | 5        |
| Istvan Ujszaszy    | 5        |
| Antal Nagyernyei   | 4,5      |